# Arbario
Arbario fue un general persa que tuvo un papel importante durante la crisis sucesoria que se produjo tras la muerte de Artajerjes I (424 a. C.). Es únicamente mencionado por el historiador griego Ctesias de Cnido y por unos documentos babilonios.
Cuando Artajerjes murió fue sucedido por su hijo y legítimo heredero Jerjes II, pero al poco tiempo éste fue asesinado por Sogdiano, uno de sus hermanos bastardos, el que se hizo con el trono. Arbario se convirtió en comandante de su caballería. No obstante, otro hijo ilegítimo de Artajerjes, de nombre Oco, fue reconocido soberano en Babilonia desde un primer momento. Adicionalmente, pronto recibió el apoyo de Arsames, sátrapa de Egipto, del eunuco Artoxares; Arbario, por su parte, traicionó a Sogdiano pasándose al bando de Oco. Sogdiano fue finalmente derrotado y muerto, y Oco se proclamó rey bajo el nombre de Darío II.
Arbario (en acadio, Arbareme) es mencionado en el archivo de los negocios de la familia Murashu de Nippur (Babilonia), al igual que un número de personajes de alto rango de la época. En él es posible observar que Arbario fue ampliamente recompensado por su apoyo a Darío II durante la guerra fratricida.
El epítome Ctesias menciona a cierto Artabario en su relato de la rebelión de Ciro el Joven contra su hermano el rey Artajerjes II (401 a. C.). Éste Artabario, el cual podría ser identificado con Arbario, fue ejecutado por haber planeado traicionar a Artajerjes y pasarse al bando de Ciro.